# Kolchides
Kolchides (griechisch Κολχίδες), „die Kolchierinnen“, ist der Titel einer fragmentarisch überlieferten Tragödie des Sophokles, die von der Argonautensage handelt. Seine Handlung ist aus den Scholien (zu AR III 1040c) bekannt. Außerdem geben uns einige erhaltene Fragmente Aufschluss über die Handlung.
Neben dem Titel Kolchides ist auch die Variante Kolchoi (Κόλχοι) überliefert, die aber für falsch gehalten wird.

## Handlung
Der Philologe August Nauck (1822–1892) paraphrasiert den Inhalt folgendermaßen: [egisset] de Iasone et Medeae ope arietis aurei vellus repetente („[Es handelt] von der Bemühung des Jason und der Medea, um das Vlies des goldenen Widders zu erlangen“). Eine Szene muss einen Dialog enthalten haben, in welchem Medea Jason Hilfe und Ratschläge für den bevorstehenden Kampf mit den Stieren des Königs Aietes (Medeas Vater) gibt. Der Sage nach musste Jason mit diesen Stieren den Acker des Aietes pflügen, anschließend Drachzähne einsäen und die aus ihnen entsprossenen Krieger besiegen.
Ein weiteres Fragment überliefert uns die Reaktion des Königs Aietes auf die Nachricht von Jasons Sieg. Ein Bote erstattet ihm Bericht, und Aietes stellt erhitzt die Frage, wie denn Jason die Erdgeborenen zur Strecke gebracht habe. Der Bote erzählt daraufhin von Medeas List, nach der Jason die Krieger mit Steinen beworfen hat, so dass sie sich gegenseitig niederkämpften.
Ein drittes Fragment schließlich berichtet von der Ermordung von Medeas Bruder Absyrtos, die schon im Palast des Aietes stattfindet. Gewöhnlich wird diese Tat der Rückreise der Argonauten zugeordnet, auf der sie von Absyrtos verfolgt werden. Der Philologe Karl Reinhardt vermutet anhand dieser Szene, dass die Kolchides des Sophokles älter sind als die Medea des Euripides.
Mit dem Inhalt und der Zuordnung der Fragmente beschäftigten sich Tiberius Hemsterhuis, Ulrich von Wilamowitz-Moellendorff und Alfred Chilton Pearson. Heinz-Günther Nesselrath sieht den König Aietes als die zentrale tragische Gestalt der Handlung an und vergleicht sein Schicksal mit dem des Königs Kreon in der Antigone. Denn wie dieser steht er am Ende als ein Herrscher da, der alles verloren hat: Das Goldene Vlies, seine Tochter Medea (beide von Jason geraubt) und seinen Sohn (von Jason ermordet).

## Textbeispiel
Fragment Nr. 339 der Ausgabe von Stefan Radt, 1999.
| ΑΙΗΤΗΣ  | ἧ βλαστὸς οὐκ ἔβλαστεν οὑπιχώριος;    |
| ΑΓΓΕΛΟΣ | καὶ κάρτα· φρίξας γ᾽ εὐλόφῳ σφηκώματι |
|         | χαλκηλάτος ὅπλοισι μητρὸς ἐξέδυ       |